# Bogdašići, Bileća
Bogdašići so naselje v občini Bileća, Bosna in Hercegovina. 

## Deli naselja
Aleksići, Bjelice, Bogdašići, Jabušlje, Ježevica, Kozarice, Krivdića Brdo, Lazine, Leptihor, Mire Cikote, Peltovac, Petra Pecije, Petrinja, Puhalo, Radmilovići in Vučkovići. 

## Prebivalstvo
| Pregled števila prebivalcev po letih | Pregled števila prebivalcev po letih | Pregled števila prebivalcev po letih | Pregled števila prebivalcev po letih | Pregled števila prebivalcev po letih | Pregled števila prebivalcev po letih |
| ------------------------------------ | ------------------------------------ | ------------------------------------ | ------------------------------------ | ------------------------------------ | ------------------------------------ |
| 1948                                 | 1953                                 | 1961                                 | 1971                                 | 1981                                 | 1991                                 |
| -                                    | -                                    | -                                    | 111                                  | 68                                   | 64                                   |

| Narodna sestava prebivalstva po letih                                                                                      | Narodna sestava prebivalstva po letih                                                                                     | Narodna sestava prebivalstva po letih                                                                                    |
| --- | --- | --- |
| 1971 | 1981 | 1991 |
| . skupaj: 111 Srbi 104 (93,69 %) Hrvati 0 (0,00 %) Muslimani 0 (0,00 %) Jugoslovani 0 (0,00 %) drugi in neznano 7 (6,30 %) | . skupaj: 68 Srbi 59 (86,76 %) Hrvati 0 (0,00 %) Muslimani 0 (0,00 %) Jugoslovani 9 (13,23 %) drugi in neznano 0 (0,00 %) | . skupaj: 64 Srbi 62 (96,87 %) Hrvati 0 (0,00 %) Muslimani 0 (0,00 %) Jugoslovani 1 (1,56 %) drugi in neznano 1 (1,56 %) |